# Heliocontia canofusa
Heliocontia canofusa är en fjärilsart som beskrevs av George Francis Hampson 1898. Heliocontia canofusa ingår i släktet Heliocontia och familjen nattflyn. Inga underarter finns listade i Catalogue of Life.